# Василь Ломаченко — Теофімо Лопес
Василь Ломаченко — Теофімо Лопес (англ. Vasiliy Lomachenko vs. Teofimo Lopez)- професійний боксерський 12-раундовий поєдинок у легкій вазі між двома чемпіонами світу: українцем Василем Ломаченком - чемпіоном світу за версіями WBC Franchise, WBA Super і WBO у легкій вазі — та американцем Теофімо Лопесом — чемпіоном світу за версією IBF у легкій вазі. Бій проводився за титули абсолютного чемпіона світу за версіями IBF, WBC Franchise, WBA Super, WBO в легкій вазі. Поєдинок відбувся в ніч з 17 жовтня на 18 жовтня 2020 року у готельному комплексі MGM Grand у Лас-Вегасі, штат Невада (США).

## Хід поєдинку
З першого раунду Лопес зайняв центр рингу, і працював силовим джебом. Ломаченко в стартовому раунді придивлявся, і ударів практично не завдавав. У американця пройшло кілька влучень по корпусу, але найчастіше Лопес бив по рукавичках або взагалі промахувався. Лопес спробував діяти ще агресивніше в наступних раундах. Від Ломаченка перші шість раундів був тільки захист і мінімум дій у відповідь на атаки Лопеса, за підрахунками експертів за всі шість раундів він викинув лише близько 30 ударів. Мабуть за планом Ломаченко хотів вимотати Лопеса, і в підсумку всю першу половину бою виграв Лопес, хоча він не завдав скільки-небудь відчутної шкоди своєму противнику.
У 7-му раунді Ломаченко нарешті включився і спробував перехопити ініціативу. У 8-му раунді українець навіть потряс Лопеса, і змусив того ховатися в клінч, але потім знову віддав ініціативу. У 9-му раунді у Ломаченка пройшла хороша атака з проходом у ближній бій. У 10-му раунді українець остаточно перехопив ініціативу. У 11-му раунді Лопес нарешті втомився і перейшов в режим виживання. Але в останньому чемпіонському раунді бій був конкурентним — початок раунду був за Ломаченка, потім ініціативу перехопив Лопес, мало не відправивши Ломаченка в нокдаун, а наприкінці раунду Ломаченко завдав глибокого розсічення Лопесу зіткнувшись з ним головою.
Деякі експерти, наприклад Андре Ворд — який був одним з коментаторів на телеканал ESPN, оцінили результат бою як «нічия» з рахунком 114—114. Але офіційний рахунок суддів: 116—112, 117—111, 119—109 на користь американця Теофімо Лопеса.

## Після бою
Після бою Василь Ломаченко визнав, що він думав, що виграє, але приймає ситуацію такою, яка вона є. Саме по собі суддівське рішення викликало багато запитань.

## Глядачі
Бій переглянули близько 4,2 мільйона глядачів у США. Коли він транслювався в прямому ефірі по телебаченню, він залучав в середньому 2 729 000 глядачів і мав пік 2 898 000 глядачів. У програмах ESPN та ESPN + бій залучив майже 1,5 мільйона глядачів.

## Примітка
1. ↑  Теофимо Лопес — абсолютный чемпион лёгкого веса! (rus) . vRINGe.com. 18 жовтня 2020. Архів оригіналу за 20 жовтня 2020. Процитовано 26 червня 2021.
2. ↑  Эксклюзив: Не / очень / жаль (rus) . vRINGe.com. 20 жовтня 2020. Архів оригіналу за 21 жовтня 2020. Процитовано 26 червня 2021.
3. ↑  Lomachenko-Lopez received over 4 million viewers over ESPN platforms on Saturday. The Ring. 22 жовтня 2020. Архів оригіналу за 26 червня 2021. Процитовано 26 червня 2021.